# Emily Vermeule
Emily Dickinson Townsend Vermeule (* 11. August 1928 in New York City; † 6. Februar 2001 in Cambridge, Massachusetts) war eine US-amerikanische Klassische Archäologin.

## Leben
Vermeule, mit vollem Namen Emily Dickinson Townsend Vermeule, studierte Gräzistik und Philosophie am Bryn Mawr College (B.A. 1950) und ging anschließend als Fulbright-Stipendiatin an die American School of Classical Studies at Athens. Sie setzte dann ihre Studien am Radcliffe College fort, wo sie (nach einem Jahr an der University of Oxford) 1954 den Mastergrad erlangte. 1956 wurde sie am Bryn Mawr College zum Ph.D. promoviert.
Nach dem Studium war Vermeule als Dozentin am Bryn Mawr College tätig, später am Wellesley College und an der Boston University. Daneben nahm sie an Ausgrabungen in Griechenland, der Türkei, Libyen und auf Zypern – dort von 1971 bis 1974 in Toumba tou Skourou – teil. Ihr Spezialgebiet war die griechische Bronzezeit und die mykenische Kultur.
1970 wurde Vermeule als Samuel Zemurray Jr. and Doris Zemurray-Stone Radcliffe Professor an die Harvard University berufen, wo sie Klassische Philologie und Kunstgeschichte lehrte. 1971 wurde sie in die American Academy of Arts and Sciences und 1972 in die American Philosophical Society gewählt. Seit 1981 war sie korrespondierendes Mitglied der British Academy. Ihr Ruf als Forscherin und Dozentin brachte ihr landesweite Anerkennung ein: Für das Jahr 1974/1975 wurde sie als Sather Professor an die University of California, Berkeley eingeladen; im Jahr 1982 hielt sie die Jefferson Lecture.
Seit 1957 war Vermeule mit dem Klassischen Archäologen Cornelius C. Vermeule verheiratet. Ihre Kinder sind die Literaturhistorikerin Blakey Vermeule und der Rechtswissenschaftler Adrian Vermeule.
Ihre Forschungsschwerpunkte waren die frühe griechische Geistes- und Kulturgeschichte und die Beziehungen der griechischen Städte und Stämme zu den Nachbarvölkern.

## Schriften (Auswahl)
- The Trojan War in Greek Art. 1964
- Greece in the Bronze Age. 1964
- Introduction und Bibliography, in Martin Persson Nilsson: The Mycenaean Origin of Greek Mythology. Berkley 1972 (Neuausgabe)
- Toumba tou Skourou. The Mound of Darkness. A Bronze Age Town on Morphou Bay in Cyprus, Cambridge 1974.
- mit Florence Z. Wolsky: Toumba tou Skourou. The Mound of Darkness. A Bronze Age Town on Morphou Bay in Cyprus. 1974
- Aspects of Death in Early Greek Art and Poetry. Berkeley/Los Angeles 1979
- mit Vassos Karageorghis: Mycenaean Pictorial Vase Painting. 1982